# Tadeusz Piotr Łomnicki
Tadeusz Piotr Łomnicki (ur. 21 września 1968 w Piwnicznej-Zdroju) – polski aktor teatralny i filmowy oraz reżyser teatralny.

## Życiorys
Na deskach teatru zadebiutował 28 stycznia 1989 roku w Pokoleniu... Witolda Kowela (reż. Violetta Zygmunt) w Teatrze Stygmator w Krakowie. 19 sierpnia 1992 roku można go było podziwiać w dwóch spektaklach telewizyjnych w reżyserii Haliny Kwiatkowskiej. W 1993 roku ukończył studia na Wydziale Aktorskim Państwowej Wyższej Szkoły Teatralnej im. Ludwika Solskiego (obecnie Akademia Sztuk Teatralnych im. Stanisława Wyspiańskiego) w Krakowie. W latach 1993–1995 występował w Teatrze Satyry „Maszkaron” w Krakowie, a od 1995 roku związany jest z krakowskim Teatrem Ludowym. Szerszą rozpoznawalność zdobył wcielając się w postać dyrektora Chlebowskiego w serialu telewizyjnym Szkoła.
W 2003 roku wraz z Krzysztofem Góreckim i Jackiem Wojciechowskim wystąpił w teledysku „Rap po godzinach” w wykonaniu O.S.T.R. & DJ Haema.
3 grudnia 2021 roku został odznaczony Brązowym Medalem „Zasłużony Kulturze – Gloria Artis”.
W grudniu 2023 został dyrektorem artystycznym Teatru im. Ludwika Solskiego w Tarnowie.

## Filmografia
| Filmy |                          |                                 |                                                                          |
| Rok   | Tytuł                    | Rola                            | Uwagi                                                                    |
| 1989  | Kamasuntra               | chłopak z jonitem               | etiuda szkolna                                                           |
| 1992  | Mur Berliński            | uczestnik bójki                 | etiuda szkolna                                                           |
| 1993  | Lista Schindlera         | porucznik towarzyszący Czurdzie | nie występuje w napisach                                                 |
| 2000  | Duże zwierzę             | dyrektor gimnazjum              |                                                                          |
| 2006  | Lot 747                  |                                 | film dokumentalny z cyklu „Wielkie ucieczki”                             |
| 2006  | Gabriela                 |                                 |                                                                          |
| 2007  | Ostatnia szychta         |                                 | film dokumentalny z cyklu „Katastrofy górnicze”                          |
| 2009  | Enen                     | Tadeusz – partner matki Renaty  |                                                                          |
| 2010  | Mistyfikacja             | grafolog                        |                                                                          |
| 2010  | Heniek                   | Heniek – jubiler                |                                                                          |
| 2014  | Pierwsza kadrowa         | Józef Piłsudski                 | film dokumentalny                                                        |
| 2014  | Odłamki                  |                                 | etiuda szkolna                                                           |
| 2014  | Kabaret śmierci          | oficer SS w getcie warszawskim  | film dokumentalny                                                        |
| 2016  | Nowa Huta Karola Wojtyły | lektor                          | film dokumentalny, aktor czyta relacje świadków wydarzeń z 27.04.1960 r. |
| 2017  | Kochanka Szamoty         | Teofil                          | film krótkometrażowy                                                     |
| 2017  | Ach śpij kochanie        | kat                             |                                                                          |
| 2019  | Nieokreślone drogi       | szef                            | film krótkometrażowy                                                     |
| 2019  | Dopóki serce bije        | mężczyzna                       | etiuda szkolna                                                           |
| 2020  | Każdy ma swoje lato      | Arek                            |                                                                          |
| 2021  | Najmro                   | facet z pieskiem                |                                                                          |
| 2022  | Śubuk                    | pacjent w kolejce               |                                                                          |
| 2022  | Poskromienie złośnicy    | pszczelarz                      |                                                                          |
| 2022  | Parada serc              | taksówkarz przy Barbakanie      |                                                                          |

| Seriale i telewizja |                                   | |                                                                                     |
| Rok                 | Tytuł                             | Rola | Uwagi                                                                               |
| 1992                | Notatki na mankietach             | | spektakl telewizyjny                                                                |
| 1992                | Zwierzenia                        | | spektakl telewizyjny                                                                |
| 1999                | Świat według Kiepskich            | Bek – ojciec Jadzi | serial telewizyjny, odcinek: 17 pt. „Szkoła rzycia”                                 |
| 2003                | Tak czy nie?                      | uczestnik stypy | serial telewizyjny, odcinek: 1                                                      |
| 2005                | Kryminalni                        | właściciel „Cyganerii”                                                                                                   | serial telewizyjny, odcinek: 34 pt. „Wpływ Marsa”                                   |
| 2005                | Fala zbrodni                      | | serial telewizyjny, odcinek: 39 pt. „Złoty półksiężyc”                              |
| 2007                | Zmartwychwstanie                  | Widmo Żołnierza | widowisko telewizyjne                                                               |
| 2007–2008           | Glina                             | nadkomisarz Jacek Wiśnioch – oficer CBŚ                                                                                  | serial telewizyjny, odcinki: 13, 15, 21, 24                                         |
| 2009                | Przeznaczenie                     | Tomasz Sarnowicz – mąż Anny                                                                                              | serial telewizyjny, odcinki: 7-8, 10-12                                             |
| 2009                | Plebania                          | właściciel interesu auto-moto                                                                                            | serial telewizyjny, odcinek: 1257                                                   |
| 2010                | Cisza                             | ojciec Janka | film telewizyjny z cyklu „Prawdziwe historie”                                       |
| 2011                | Szpilki na Giewoncie              | facet | serial telewizyjny, odcinek: 36                                                     |
| 2012                | Julia                             | egzaminator | serial telewizyjny, odcinek: 157                                                    |
| 2012                | Barwy szczęścia                   | adwokat Doroty | serial telewizyjny, odcinek: 788                                                    |
| 2012                | Na Wspólnej                       | szef firmy | serial telewizyjny, odcinek: 1613                                                   |
| 2014–2015           | Pierwsza miłość                   | prezes firmy „M&G Commerspol” we Wrocławiu, w której na stanowisku dyrektora handlowego pracowała m.in. Jowita Kaczmarek | serial telewizyjny                                                                  |
| 2014–2020           | Szkoła                            | dyrektor Stanisław Chlebowski                                                                                            | serial telewizyjny                                                                  |
| 2016                | Przyjaciółki                      | lekarz | serial telewizyjny, odcinki: 92, 98                                                 |
| 2017                | W rytmie serca                    | lekarz gastrolog w Szpitalu Powiatowym w Jabłonowie                                                                      | serial telewizyjny, odcinek: 13 pt. „Ślub”, w napisach imiona aktora: Tadeusz Piotr |
| 2018                | Ślad                              | profesor Eryk Rawicz, pracownik naukowy na Wydziale Budownictwa Lądowego i Wodnego Politechniki Wrocławskiej             | serial telewizyjny, odcinek: 26                                                     |
| 2019                | Ojciec Mateusz                    | Komar – kierownik sklepu                                                                                                 | serial telewizyjny, odcinek: 277 pt. „Blondynka z Dubaju”                           |
| 2021–2022           | Papiery na szczęście              | dyrektor | serial telewizyjny, odcinki: 32, 43, 65, 110, 114, 131, 134                         |
| 2022                | Królowa                           | ochroniarz Władek | serial telewizyjny, odcinki: 3, 4                                                   |
| 2022                | Krakowskie potwory                | ksiądz | serial, odcinek: 6                                                                  |
| 2022                | Bunt!                             | proboszcz | serial telewizyjny, odcinek: 1                                                      |
| 2022                | Zagadki losu                      | Paweł Barski | sezon 2, odcinek 16                                                                 |
| 2023                | Ojciec Mateusz                    | ksiądz Bartosz | serial telewizyjny: odcinek 280 pt. ,,Sąd Ostateczny''                              |
| 2023                | W niemieckim domu (Deutches Haus) | świadek Paul Weinert | miniserial, odc. 4                                                                  |